# 初姫さあや
初姫 さあや（はつひめ さあや、10月30日 - ）は、元宝塚歌劇団花組の娘役。
東京都新宿区、川村学園出身。身長160cm。愛称は「さーや」、「さーやすん」。

## 来歴
1999年、宝塚音楽学校入学。
2001年、宝塚歌劇団に87期生として入団。入団時の成績は18番。宙組公演「ベルサイユのばら2001」で初舞台。その後、花組に配属。
2013年5月5日、「オーシャンズ11」東京公演千秋楽をもって、宝塚歌劇団を退団。
退団後はコンサート、舞台・テレビ出演、歌の講師など多岐にわたり活動している。

## 宝塚歌劇団時代の主な舞台

### 初舞台
- 2001年4 - 5月、宙組『ベルサイユのばら2001-フェルゼンとマリー・アントワネット編-』（宝塚大劇場のみ）

### 花組時代
- 2001年7 - 8月、『ミケランジェロ』『VIVA!』（宝塚大劇場）
- 2001年9 - 11月、『ミケランジェロ』 - 新人公演：アンジェロ6（本役：華桐わかな）『VIVA!』（東京宝塚劇場）
- 2002年3 - 6月、『琥珀色の雨にぬれて』 - 新人公演：小間使い（本役：隼颯希）『Cocktail』
- 2002年8月、『あかねさす紫の花』『Cocktail』（博多座）
- 2002年10 - 2003年2月、『エリザベート』 - 新人公演：女官（本役：隼颯希）
- 2003年3 - 4月、『不滅の棘（とげ）』（ドラマシティ・赤坂ACTシアター）
- 2003年5 - 9月、『野風の笛』 - 主水正（子供時代）『レヴュー誕生』
- 2003年10 - 11月、『琥珀色の雨にぬれて』 - ミレーユ『Cocktail』（全国ツアー）
- 2004年1 - 5月、『飛翔無限』 - 出語り『天使の季節』 - 新人公演：大使の妻（本役：花純風香）『アプローズ・タカラヅカ!』
- 2004年5 - 6月、『ジャワの踊り子』（全国ツアー） - サプタガンの歌手
- 2004年8 - 11月、『La Esperanza（ラ・エスペランサ）』『TAKARAZUKA舞夢!』
- 2005年1 - 2月、『くらわんか』（バウホール） - 延陽伯／お初[注釈 1]
- 2005年3 - 7月、『マラケシュ・紅の墓標』 - 新人公演：アマン（本役：桜一花）『エンター・ザ・レビュー』
- 2005年9月、『Ernest in Love（アーネスト・イン・ラブ）』（日生劇場） - ロンドン市民／農民／メイド
- 2005年11 - 2006年2月、『落陽のパレルモ』 - 新人公演：ヴァレンティーニ侯爵夫人（本役：涼葉らんの）『ASIAN WINDS!』
- 2006年3 - 4月、『Appartement Cinéma（アパルトマン シネマ）』（ドラマシティ・日本青年館・愛知厚生年金会館） - ジョセフィーヌ
- 2006年6 - 10月、『ファントム』 - オペラ座のダンサー、新人公演：カルロッタ（本役：出雲綾）
- 2006年11 - 12月、『うたかたの恋』 - ラリッシュ伯爵夫人『エンター・ザ・レビュー』（全国ツアー）
- 2007年2 - 5月、『明智小五郎の事件簿-黒蜥蜴（トカゲ）』 - 少年探偵団浮浪児（小野寺）、新人公演：お重（本役：梨花ますみ）『TUXEDO JAZZ（タキシード ジャズ）』
- 2007年7月、『源氏物語 あさきゆめみしII』（梅田芸術劇場） - 女房（春）
- 2007年9 - 12月、『アデュー・マルセイユ』 - アニタ、新人公演：マドレーヌ（本役：梨花ますみ）『ラブ・シンフォニー』
- 2008年2月、『メランコリック・ジゴロ』 - イレーネ『ラブ・シンフォニーII』（中日劇場）
- 2008年5 - 8月、『愛と死のアラビア』『Red Hot Sea』
- 2008年10月、『銀ちゃんの恋』（ドラマシティ・日本青年館） - 女秘書
- 2009年1 - 3月、『太王四神記』 - チャピ／トラジ／産婆
- 2009年5 - 6月、『オグリ!』（バウホール・日本青年館） - 大納言の妻
- 2009年7月、『ME AND MY GIRL』（梅田芸術劇場） - バターズビー夫人
- 2009年9 - 11月、『外伝 ベルサイユのばら-アンドレ編-』 - ジョアンナ『EXCITER!!』
- 2009年12 - 2010年1月、『相棒』（ドラマシティ・日本青年館） - 稲田麦子
- 2010年3 - 5月、『虞美人』 - 容容／幽蘭
- 2010年7 - 10月、『麗しのサブリナ』 - マーガレット『EXCITER!!』
- 2010年11 - 12月、『メランコリック・ジゴロ』 - ルシル『ラブ・シンフォニー』（全国ツアー） 初エトワール
- 2011年2 - 4月、『愛のプレリュード』 - メアリー『Le Paradis!!（ル パラディ）』
- 2011年6 - 9月、『ファントム』 - ヴァレリウス エトワール
- 2011年10 - 11月、『カナリア』（ドラマシティ・日本青年館） - アイリス
- 2012年1 - 3月、『復活-恋が終わり、愛が残った-』 - ナターシャ『カノン』
- 2012年5月、『近松・恋の道行』（バウホール・日本青年館） - ふさ
- 2012年7 - 10月、『サン＝テグジュペリ』 - フランソワーズ『CONGA!!』
- 2012年12月、専科『おかしな二人』（日本青年館） - グウェンドリン・ピジョン
- 2013年2 - 5月、『オーシャンズ11』 - アン・ウッズ 退団公演[2]

### 出演イベント
- 2002年4月、汐風幸ディナーショー『One-derful』
- 2002年11月、『アキコ・カンダレッスン発表会』
- 2002年12月、『吉崎憲治オリジナルコンサート』
- 2004年11月、『ベルサイユのばら30』
- 2005年7月、宝塚パリ祭2005『Souvenir Pour Aurevoir』
- 2006年5月、『花組エンカレッジ・コンサート』
- 2007年8月、壮一帆ディナーショー『So!-Fantastic Radio Station-』
- 2008年3月、大空祐飛ディナーショー『SORA-空の奇跡-』
- 2011年5月、壮一帆ディナーショー『Bright-ブライト-』